# Shayne Ward

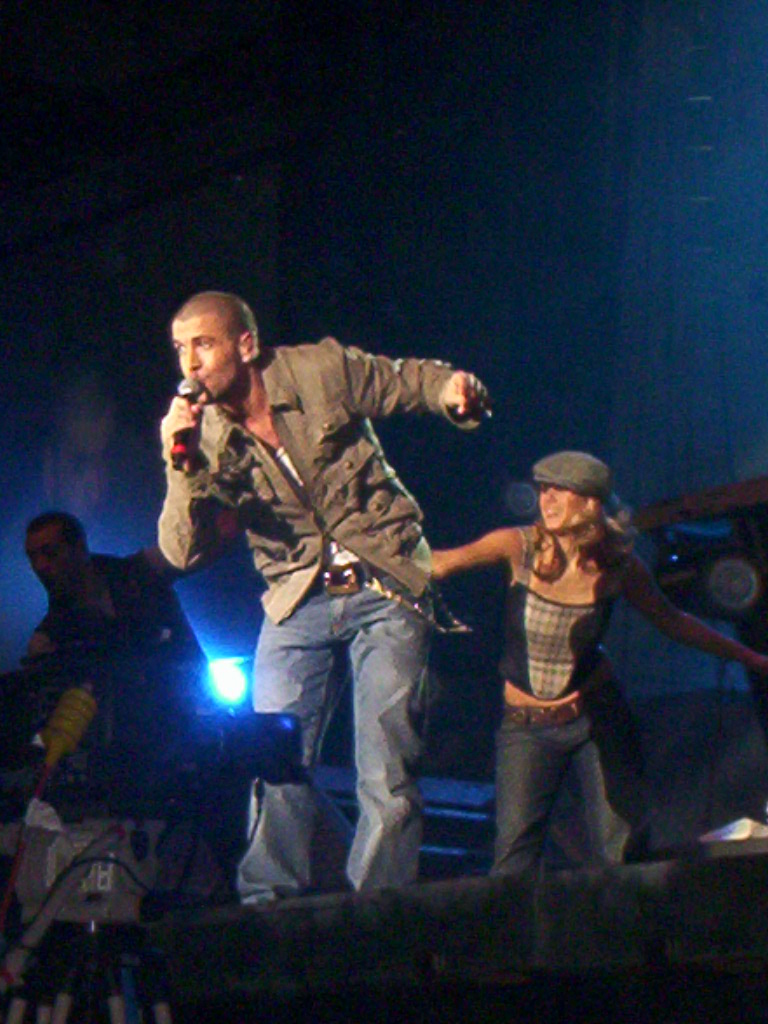
Shayne Thomas Ward.

Shayne Thomas Ward (16 de Outubro de 1984 em Manchester, Inglaterra) é um cantor inglês de música pop, que conseguiu muita fama no Reino Unido e na Irlanda depois de vencer o The X Factor em 2005.

## Discografia

### Álbuns
- Shayne Ward (2006)
- Breathless (2007)
- Obsession (2010)

### Singles
- "That's My Goal"
- "No Promises"
- "Stand by Me"
- "If That's OK with You"
- "No U Hang Up"
- "Breathless"
- "Gotta Be Somebody"
- "Better man"

## Turnês
- X Factor Live 2006
- Shayne Ward Live 2007
- The Breathless Tour 2008